# リーティス・サカラウスカス
リーティス・サカラウスカス（Rytis Sakalauskas、1987年6月27日 ‐ ）は、リトアニア・アリートゥス出身の陸上競技選手。専門は短距離走。100mで10秒14、200mで20秒74の自己ベストを持つ、両種目のリトアニア記録保持者。2011年深圳ユニバーシアード男子100mの銀メダリストである。

## 経歴
2011年8月の深圳ユニバーシアードに2大会連続の出場を果たした。100mは前回大会に続いて決勝に進出すると、決勝では10秒14（-0.2）のリトアニア記録を樹立したが、ジャマイカのジャック・ハーヴェイに同タイム着差あり（0秒001差）で競り負け、惜しくも金メダルを逃した。
同年同月の大邱世界選手権では男子100mに出場し、シニアの世界大会デビューを果たした。予選では組3着までに入るか、それ以外のタイム全体上位3名が準決勝に進出できたが、結果は10秒42（-1.2）の組4着に終わり、組3着とは同タイム着差あり、タイムで拾われた最後の枠の選手とは0秒01差という僅差で惜しくも準決勝進出を逃した。
2012年3月のイスタンブール世界室内選手権男子60mに出場すると、予選を6秒87の組2着で突破し、シニアの世界大会で初めてセミファイナリストとなった。迎えた準決勝では組2着までに入るか、それ以外のタイム全体上位2名が決勝に進出できたが、結果は6秒69の組3着に終わり、組2着とは0秒01差、タイムで拾われた最後の枠の選手とは0秒02差という僅差で惜しくも決勝進出を逃した。
2012年6月のヘルシンキヨーロッパ選手権男子100mに出場すると、準決勝を10秒23（+1.1）の全体4位で突破し、この種目ではリトアニア勢初のファイナリストとなった。メダルが期待された決勝だったが、準決勝で負傷したため本気で走るつもりはなく、途中棄権となった。

## 自己ベスト
記録欄の（　）内の数字は風速（m/s）で、+は追い風、-は向かい風を意味する。
| 種目 | 記録          | 年月日        | 場所             | 備考               |
| 屋外 | 屋外          | 屋外          | 屋外             | 屋外               |
| ---- | ------------- | ------------- | ---------------- | ------------------ |
| 100m | 10秒14 (-0.2) | 2011年8月17日 | 深圳             | リトアニア記録     |
| 100m | 10秒08 (+2.3) | 2012年6月17日 | ジュコーフスキー | 追い風参考記録     |
| 200m | 20秒74 (+0.7) | 2011年9月16日 | ブリュッセル     | リトアニア記録     |
| 室内 |               |               |                  |                    |
| 50m  | 5秒78+        | 2012年2月14日 | リエヴァン       | 室内リトアニア記録 |
| 60m  | 6秒64         | 2012年1月21日 | ヴォルゴグラード |                    |
| 100m | 10秒58        | 2010年2月27日 | フローレ         |                    |

## 主要大会成績
備考欄の記録は当時のもの
| 年   | 大会                                    | 場所           | 種目    | 結果          | 記録          | 備考           |
| ---- | --------------------------------------- | -------------- | ------- | ------------- | ------------- | -------------- |
| 2009 | ユニバーシアード (en)                   | ベオグラード   | 100m    | 5位           | 10秒41 (-0.7) |                |
| 2009 | ユニバーシアード (en)                   | ベオグラード   | 4x100mR | 5位           | 39秒81 (2走)  | リトアニア記録 |
| 2009 | ヨーロッパU23選手権 (en)                | カウナス       | 100m    | 4位           | 10秒38 (+1.5) |                |
| 2011 | ヨーロッパ室内選手権 (en)               | パリ           | 60m     | 準決勝2組5着  | 6秒71         |                |
| 2011 | ユニバーシアード (en)                   | 深圳           | 100m    | 2位           | 10秒14 (-0.2) | リトアニア記録 |
| 2011 | ユニバーシアード (en)                   | 深圳           | 4x100mR | 決勝失格      | DQ (2走)      |                |
| 2011 | 世界選手権                              | 大邱           | 100m    | 予選5組4着    | 10秒42 (-1.2) |                |
| 2011 | ダイヤモンドリーグ メモリアルヴァンダム | ブリュッセル   | 200m    | 8位           | 20秒74 (+0.7) |                |
| 2012 | 世界室内選手権                          | イスタンブール | 60m     | 準決勝1組3着  | 6秒69         |                |
| 2012 | ヨーロッパ選手権                        | ヘルシンキ     | 100m    | 決勝途中棄権  | DNF           |                |
| 2012 | オリンピック                            | ロンドン       | 100m    | 予選3組6着    | 10秒29 (+1.5) |                |
| 2013 | ユニバーシアード (en)                   | カザン         | 100m    | 7位           | 10秒30 (+0.5) |                |
| 2014 | ヨーロッパ選手権                        | チューリッヒ   | 100m    | 準決勝3組8着  | 10秒44 (-1.1) |                |
| 2014 | ヨーロッパ選手権                        | チューリッヒ   | 4x100mR | 予選2組7着    | 40秒15 (4走)  |                |
| 2015 | ユニバーシアード (en)                   | 光州           | 100m    | 2次予選2組7着 | 10秒64 (-1.5) |                |
| 2015 | ユニバーシアード (en)                   | 光州           | 4x100mR | 予選途中棄権  | DNF (2走)     |                |
| 2016 | ヨーロッパ選手権                        | アムステルダム | 100m    | 準決勝2組6着  | 10秒40 (+0.6) |                |